# Integracja automatyki
Integracja automatyki (integracja systemów automatyki przemysłowej) – ogół prac związanych z automatyzacją procesów przemysłowych: od projektowania, ewentualnie doboru urządzeń lub elementów systemu, przez montaż, po wdrożenie i uruchomienie urządzeń lub systemów do kontroli i sterowania pracą innych urządzeń technicznych, a także włączanie tych urządzeń lub systemów do współpracy z już funkcjonującymi systemami automatycznymi i informatycznymi.